# Andrea Cagnoni
Andrea Cagnoni (Gazzaniga, 30 novembre 1923 – ...) è stato un calciatore italiano, di ruolo attaccante.

## Carriera
Tra il 1946 e il 1948 giocò due stagioni in Serie A nell'Atalanta, scendendo in campo 10 volte e mettendo anche a segno un gol.
In seguito si trasferì al Crema, partecipando ad una stagione del campionato di Serie B.